# Nitocrella stochi
Nitocrella stochi là một loài động vật giáp xác trong họ Ameiridae. Chúng là loài đặc hữu của Ý.